# Äventyrerskan från Paris
Äventyrerskan från Paris (engelska: Polly with a Past) är en amerikansk drama-stumfilm från 1920. Filmen är regisserad av Leander De Cordova, med manus skrivet av June Mathis och Arthur J. Zellner.
Filmen är baserad på George Middleton och Guy Boltons pjäs med samma namn.

## Rollista
- Ina Claire – Polly Shannon
- Ralph Graves – Rex Van Zile
- Marie Wainwright – Mrs. Van Zile
- Harry Benham – Clay Cullum
- Louiszita Valentine – Myrtle Davis
- Myra Brooks – Kocken
- Frank Currier
- Clifton Webb – Harry Richardson (ej krediterad)